# Thomas Stadlober
Thomas Stadlober (20. prosince 1834 Rattenberg – 27. září 1896 Rattenberg) byl rakouský politik německé národnosti, v 2. polovině 19. století poslanec Říšské rady ze Štýrska.

## Biografie
Působil jako statkář v Rattenbergu. Jeho otec byl zemědělcem (zemřel roku 1868). V roce 1856 převzal Thomas správu rodinného hospodářství. Byl veřejně a politicky aktivní. Zasedal v místní školní radě, pak v okresní oceňovací komisi. Po delší dobu zasedal v obecní radě a v okresním výboru.
Působil i jako poslanec Říšské rady (celostátního parlamentu Předlitavska), kam usedl ve volbách roku 1885 za kurii venkovských obcí ve Štýrsku, obvod Judenburg atd. Ve volebním období 1885–1891 se uvádí jako Thomas Stadlober, majitel hospodářství, bytem Rattenberg.
Na Říšské radě se po volbách v roce 1885 uvádí jako člen klubu Sjednocené levice, do kterého se spojilo několik ústavověrných proudů. V roce 1890 se uvádí jako poslanec klubu Deutschnationale Vereinigung.